# АЭС Ривер-Бенд
АЭС Ривер-Бенд (англ. River Bend Nuclear Generating Station) — действующая атомная электростанция на юге США.  
Станция расположена в приходе Уэст-Фелисиана штата Луизиана, в 50 км на север от Батон-Ружа.
Строительство АЭС Ривер-Бенд завершилось в 1986 году. Единственный реактор, установленный на атомной электростанции, относится к типу кипящего водяного реактора BWR производства General Electric. Мощность реактора – 978 МВт. При этом изначально планировалась постройка двухблочной атомной электростанции. Но в 1984 году строительство второго энергоблока было остановлено.
В 2008 году появилась информация о строительство третьего энергоблока на АЭС Ривер-Бенд (второй реактор был отменен, но площадка под него построена). На станции планировалось установить экономичный упрощенный кипящий реактор ESBWR мощностью 1550 МВт. Но в 2009 году было решено отложить вопрос строительства на неопределенный срок.

## Инциденты
В 2005 году во время урагана Катрина АЭС Ривер-Бенд, в отличие от близлежащей станции Уотерфорд не останавливался. А уже в 2008 году во время урагана Густав станцию останавливали.
В январе 2012 года появилась информация о том, что компания – владелец АЭС Ривер-Бенд – оштрафовала своих сотрудников за развлечения в интернете, во время работы за главным пультом управления АЭС.  Сотрудники читали новости, смотрели спортивные телепередачи.

## Информация об энергоблоках
| Энергоблок   | Тип реакторов       | Мощность | Мощность | Начало строительства | Физпуск    | Подключение к сети | Ввод в эксплуатацию | Закрытие |
| Энергоблок   | Тип реакторов       | Чистый   | Брутто   | Начало строительства | Физпуск    | Подключение к сети | Ввод в эксплуатацию | Закрытие |
| ------------ | ------------------- | -------- | -------- | -------------------- | ---------- | ------------------ | ------------------- | -------- |
| Ривер-Бенд-1 | BWR, BWR-6 (Mark 3) | 967 МВт  | 1016 МВт | 25.03.1977           | 31.10.1985 | 03.12.1985         | 16.06.1986          | —        |